# Edson José Oriolo dos Santos
Edson José Oriolo dos Santos (ur. 18 września 1964 w Itajubá) – brazylijski duchowny katolicki, biskup Leopoldiny od 2020.

## Życiorys
Święcenia kapłańskie przyjął 5 maja 1990 i został inkardynowany do archidiecezji Pouso Alegre. Pracował głównie jako duszpasterz parafialny, był także m.in. wykładowcą filozofii w seminarium, promotorem sprawiedliwości w sądzie biskupim oraz wikariuszem biskupim.
15 kwietnia 2015 papież Franciszek mianował go biskupem pomocniczym archidiecezji Belo Horizonte oraz biskupem tytularnym Segia. Sakry udzielił mu 11 lipca 2015 metropolita Diamantiny - arcybiskup João Bosco Oliver de Faria.
30 października 2019 został mianowany biskupem diecezji Leopoldina, a 25 stycznia 2020 kanonicznie objął urząd.